# 余文蔚
余文蔚（？—？），安徽省徽州府婺源縣人，清朝政治人物、同進士出身。
光緒六年（1880年），参加庚辰科殿試，登進士三甲第7名。同年五月，改翰林院庶吉士。光緒九年四月，散館，著以知县即用。